# Mesnil-en-Arrouaise

Mesnil-en-Arrouaise este o comună în departamentul Somme, Franța. În 1 ianuarie 2022 avea o populație de 107 de locuitori.